# Martín de Ambel y Bernad
 Martín de Ambel y Bernad  (Cehegín, Murcia, 6 de abril de 1592-Ermita de la Purísima Concepción de Cehegín, 2 de julio de 1661). Hijo del hidalgo ceheginero don Cristóbal de Ambel y de doña Catalina Bernad. Casado en primeras nupcias Catalina Gil un 17 de mayo de 1614, y en segundas nupcias con Isabel Fajardo en 1637.

## Historia

### Motivo de su reclusión
En el año 1623 Martín de Ambel, se enfrentó en un duelo de honor con Alonso de Góngora y Quirós, alférez mayor y natural de la villa de Cehegín, del cual salió victorioso al matar a su oponente.
La consecuencia de este suceso provocó que Martín se refugie en la Ermita de la Purísima Concepción de la villa de Cehegín, donde pasaría el resto de sus días, concretamente 38 años, al pedir refugio y asilo en suelo sagrado y así evitaría ser juzgado.
Durante los años de su reclusión no perdió contacto con su familia, además escribió “Antigüedades de la villa de Cehegín”, escrita antes de morir.

## Relevancia de la vida de Martín de Ambel

### Libros
De la obra dejada por Martín existe una edición impresa por José Moya Cuenca y el Ayuntamiento de Cehegín en 1995.
En 1997 Salvador Jiménez escribió su ensayo titulado La gran historia de honor de don Martín de Ambel.

### Película
En 2011, un grupo de estudiantes de Comunicación Audiovisual de La universidad San Antonio de Murcia, UCAM, se propusieron la realización de “Ambel, la película” y en 2013 rodaron el film, en el que participaron más de 900 personas entre actores, figurantes, colaboradores y equipo técnico. La película fue dirigida por José María Oñate y protagonizada por Manuel Menárguez.  